# Cem İlkel
Cem İlkel (ur. 21 sierpnia 1995 w Stambule) – turecki tenisista, reprezentant kraju w Pucharze Davisa.

## Kariera tenisowa
Zawodowym tenisistą İlkel jest od 2013 i w tym samym roku zadebiutował w reprezentacji Turcji w Pucharze Davisa.
W sierpniu 2017 po raz pierwszy zagrał w eliminacjach do zawodów Wielkiego Szlema, podczas US Open. Pokonał najpierw Williama Blumberga, a następnie przegrał z Renzem Olivem.
W rankingu gry pojedynczej najwyżej był na 144. miejscu (29 listopada 2021), a w klasyfikacji gry podwójnej na 299. pozycji (27 sierpnia 2018).